# Jane Elliot

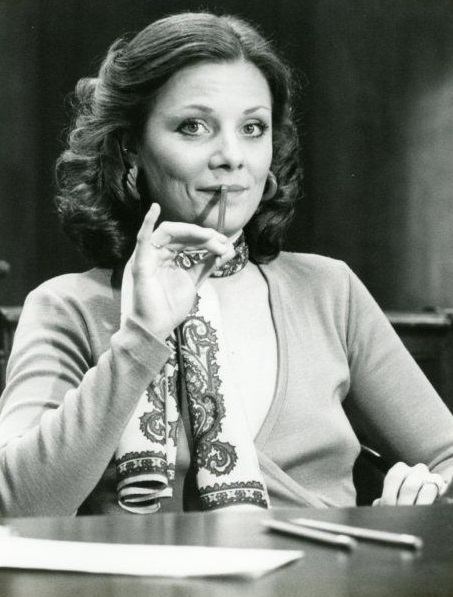
Jane Elliot (1977)

Jane Elliot (* 17. Januar 1947 in New York City) ist eine US-amerikanische Schauspielerin.

## Karriere
Nach dem Abschluss der Dalton-Schule begann sie ihre Schauspiel-Karriere. 1969 gab Jane Elliot ihr Filmdebüt als Nonne neben Elvis Presley in Ein himmlischer Schwindel.
Danach trat die Schauspielerin in zahlreichen US-Soaps auf. Am bekanntesten wurde sie 1978 als Tracy Quartermaine Williams in General Hospital. 1981 erhielt sie für diese Rolle einen Emmy. Seit 2003 ist Jane Elliot wieder regelmäßig in der Serie zu sehen.
Jane Elliot war mit Louis Rojas verheiratet; die Ehe ist geschieden. Sie hat einen Sohn und adoptierte 1989 eine Tochter.

## Filmografie (Auswahl)
- 1960: Dai-sanji sekai taisen: Yonju-ichi jikan no kyofu (Stimme)
- 1965: A Flame in the Wind (Fernsehserie)
- 1965: The Nurses (Fernsehserie, eine Folge)
- 1965: ITV Play of the Week (Fernsehserie, eine Folge)
- 1967: Heiße Spuren (N.Y.P.D., Fernsehserie, eine Folge)
- 1968: Judd for the Defense (Fernsehserie, eine Folge)
- 1968: Die Spur des Jim Sonnett (The Guns of Will Sonnett, Fernsehserie, eine Folge)
- 1968: Twen-Police (Fernsehserie, eine Folge)
- 1969: Ein himmlischer Schwindel (Change of Habit)
- 1970: Dan Oakland (Fernsehserie, eine Folge)
- 1970: The Bold Ones: The Lawyers (Fernsehserie, eine Folge)
- 1970: The Interns (Fernsehserie, eine Folge)
- 1972: Willkommen daheim, Johnny Bristol (Welcome Home, Johnny Bristol, Fernsehfilm)
- 1972: Mein Herz braucht Liebe (One Is a Lonely Number)
- 1973: The Fabulous Doctor Fable (Fernsehfilm)
- 1974: Einsatz in Manhattan (Fernsehserie, eine Folge)
- 1975: Barnaby Jones (Fernsehserie, eine Folge)
- 1975: Make-up und Pistolen (Police Woman, Fernsehserie, eine Folge)
- 1976: Widow (Fernsehfilm)
- 1976: Once an Eagle (Miniserie)
- 1976: Electra Woman and Dyna Girl (Fernsehserie, vier Folgen)
- 1977: Panik im Echo Park (Panic in Echo Park, Fernsehfilm)
- 1977: Zum Leben verurteilt (In the Matter of Karen Ann Quinlan, Fernsehfilm)
- 1977: Rosetti and Ryan (Fernsehserie, sieben Folgen)
- 1978–1980/1989–1993/1996/2003–: General Hospital (Fernsehserie)
- 1980: Dan August: The Jealousy Factor (Fernsehfilm)
- 1980–1981: Unter der Sonne Kaliforniens (Knots Landing, Fernsehserie, drei Folgen)
- 1981–1982: Springfield Story (The Guiding Light, Fernsehserie)
- 1982: CBS Children’s Mystery Theatre (Fernsehserie, eine Folge)
- 1982: A New Day in Eden (Fernsehserie, eine Folge)
- 1984–1986: All My Children (Fernsehserie, 16 Folgen)
- 1987: Ist sie nicht wunderbar? (Some Kind of Wonderful)
- 1987: Baby Boom – Eine schöne Bescherung (Baby Boom)
- 1987–1989: Zeit der Sehnsucht (Days of Our Lives, Fernsehserie)
- 1988: Baby Boom (Fernsehserie, zwei Folgen)
- 1995–1997: The City (Fernsehserie, drei Folgen)
- 1998, 2001: Law & Order (Fernsehserie, zwei Folgen)